# العامره، حماة
العامره (به عربی: العامرة) یک روستا در سوریه است که در ناحیه زیاره واقع شده‌است. العامره ۵۷۵ نفر جمعیت دارد.